# Juan March Ordinas
Juan Alberto March Ordinas (ur. 4 października 1880 w Santa Margalida, zm. 10 marca 1962 w Madrycie) – hiszpański biznesmen związany z nacjonalistami podczas hiszpańskiej wojny domowej, a następnie z reżimem gen. Francisco Franco. Był najbogatszym człowiekiem w Hiszpanii.
Juan March zaczynał od handlu świniami. Następnie zajął się przemytem pomiędzy północną Afryką a Walencją, po czym zainwestował w przemysł tytoniowy w Algierii i Maroku. W 1926 roku założył bank Banca March na Majorce.
Sprzedał oraz dostarczył tysiące karabinów Mauser 98 wraz z amunicją, marokańskim powstańcom Abd al-Karima, walczącym z armią hiszpańską w północnym Maroku.
Po proklamowaniu Drugiej Republiki Hiszpańskiej w 1931 roku, został aresztowany pod zarzutem współpracy z dyktaturą i kontrabandy. W czerwcu 1932 trafił do więzienia Modelo w Madrycie. W 1933 roku został przeniesiony do więzienia w Alcala de Henares, z którego uciekł.
4 listopada 1955 roku w Madrycie założył fundację charytatywną Fundación Juan March. Został także jej pierwszym prezesem.
Zmarł w dniu 10 marca 1962 roku, na skutek obrażeń odniesionych w wypadku samochodowym.